# François Le Gouz de La Boullaye
Pour les articles homonymes, voir La Boulaye (homonymie).
 (juillet 2025).
La mise en forme du texte ne suit pas les recommandations de Wikipédia : il faut le « wikifier ».
Les points d'amélioration suivants sont les cas les plus fréquents :
- Les titres sont pré-formatés par le logiciel. Ils ne sont ni en capitales, ni en gras.
- Le texte ne doit pas être écrit en capitales (les noms de famille non plus), ni en gras, ni en italique, ni en « petit »…
- Le gras n'est utilisé que pour surligner le titre de l'article dans l'introduction, une seule fois.
- L'italique est rarement utilisé : mots en langue étrangère, titres d'œuvres, noms de bateaux, etc.
- Les citations ne sont pas en italique mais en corps de texte normal. Elles sont entourées par des guillemets français : « et ».
- Les listes à puces sont à éviter, des paragraphes rédigés étant largement préférés. Les tableaux sont à réserver à la présentation de données structurées (résultats, etc.).
- Les appels de note de bas de page (petits chiffres en exposant, introduits par l'outil «  Source ») sont à placer entre la fin de phrase et le point final[comme ça].
- Les liens internes (vers d'autres articles de Wikipédia) sont à choisir avec parcimonie. Créez des liens vers des articles approfondissant le sujet. Les termes génériques sans rapport avec le sujet sont à éviter, ainsi que les répétitions de liens vers un même terme.
- Les liens externes sont à placer uniquement dans une section « Liens externes », à la fin de l'article. Ces liens sont à choisir avec parcimonie suivant les règles définies. Si un lien sert de source à l'article, son insertion dans le texte est à faire par les notes de bas de page.
- La présentation des références doit suivre les conventions bibliographiques. Il est recommandé d'utiliser les modèles {{Ouvrage}}, {{Chapitre}}, {{Article}}, {{Lien web}} et/ou {{Bibliographie}}. Le mode d'édition visuel peut mettre en forme automatiquement les références.
- Insérer une infobox (cadre d'informations à droite) n'est pas obligatoire pour parachever la mise en page.

Pour une aide détaillée, merci de consulter Aide:Wikification.
Si vous pensez que ces points ont été résolus, vous pouvez retirer ce bandeau et améliorer la mise en forme d'un autre article.
François Le Gouz, sieur de La Boullaye (Pontigné, 23 juillet 1623 - Bengale, déb. 1667) est un voyageur gentilhomme angevin. Sa vie est scandée par trois grands voyages. Le premier en Europe septentrionale, depuis Paris jusqu'à Dublin et Riga (avril-octobre 1643). Le deuxième jusqu'en Inde à Goa (janvier 1647 - février 1650). Le troisième en tant qu'envoyé du roi pour la fondation de la Compagnie française pour le commerce des Indes orientales (CIO), d'avril 1664 jusqu'à sa mort début 1667 au niveau du Bengale ou du Tibet alors qu'il tentait de rejoindre la Chine des Ming.
Il est l'auteur d'un récit de son voyage, publié à Paris en 1653 puis réédité dès 1657 chez Gervais Clousier, attestant de son succès littéraire pour l'époque, consultable en ligne en libre accès sur la plateforme Gallica. Il avait procédé à la première rédaction manuscrite de son récit en 1650 à Rome, à destination privée des missionnaires jésuites et membres proches de la Congrégation de Propaganda Fide pour l'évangélisation des peuples. Ces trois œuvres se distinguent par la richesse des illustrations qu'elles contiennent.

Plaçant sa geste viatique tantôt au service du roi qu'au service de l'Eglise romaine, Français Le Gouz de La Boullaye représente une figure pionnière dans l'histoire de la découverte de l'Inde et de l'hindouisme par les Européens au milieu du XVIIe siècle.

## Biographie

### Famille
François Le Gouz, premier du nom, naît le 22 juillet 1623 au château de Bordes. Son père est Gabriel II Le Gouz, écuyer, sieur de Bordes et du Gœuvre. Par son mariage avec Jeanne le Bault (1597-166) (acte de mariage non retrouvé), la terre noble de La Boullaie (ou Boullaye) rentre dans le giron des Le Gouz d’Anjou. En 1633, il cède le domaine et le château de Bordes à son frère Raoul IV Le Gouz. Le couple a quatre enfants : François , Jeanne, Anne et Gabriel (mort jeune). À la mort de son père vers 1646, François Le Gouz hérite des domaines du Gœuvre (héritage paternel) et de la Boullaye (héritage maternel).

### Éducation et premiers voyages de formation (1623-1647)
Il fait ses études chez les Jésuites du Collège royal Henri IV de La Flèche. Il poursuit par des études universitaires (probablement à Paris) et devient bachelier de droit civil et canon.
Il réalise un premier voyage en Europe septentrionale en 1643. D'avril à mai 1643, il prend part au conflit militaire de la guerre civile britannique, se joignant aux forces royalistes derrière Charles Ier d'Angleterre face aux Parlementaires puritains. Il est alors muni de lettres de recommandations de la part de Jean-François de La Porte, Grand Prieur de France (Ordre de Malte), indiquant peut-être un premier statut d'aspirant à l'Ordre de Malte. À partir de mai et jusqu'à son retour à Paris en octobre suivant, il entreprend cette fois-ci un voyage académique de formation (peregrinatio academica) qui l'emmène à Dublin, Amsterdam, Copenhague, Riga (début septembre), Königsberg, Dantzig, Szcsecin, Hambourg.
François de La Boullaye envisage déjà de repartir en voyage. Ses amis tentent de le convaincre de rester et de s'installer, par le mariage, par une carrière dans l'Église, par une carrière dans la judicature, ou bien par une carrière dans l'armée. Malgré les arguments qu'on lui présente, il se résolut à partir, visiblement dégoûté par toute perspective de vie sédentaire et motivé par un certain esprit d'aventure. Son choix se porte sur l'Inde. Il s'explique animé par sa volonté de servir son roi par la découverte de territoires encore inexplorés, à la manière des grands explorateurs du siècle précédent. C'est là son idéal d'honnête homme en voyage.

### Le voyage en Inde (1647-1650)
Le 26 janvier 1647, il part de Paris, pour aller s'embarquer à Marseille le 22 février suivant, à destination de Gênes puis Livourne. Après un séjour de près de deux semaines à Rome, il finit par embarquer à Venise le 20 mai et atteint Constantinople, la capitale de l’Empire ottoman, le 2 août suivant. Il traverse à terre la Turquie, l’Arménie, et parvient à Ispahan, capitale de l’Empire Perse séfévide le 23 janvier 1648. Il descend ensuite la Perse et embarque au Bandar Abbas (actuelle Ormuz) le 16 mars pour atteindre les côtes de l’Inde le 3 avril. Il demeure près d’un an en Inde, entre le Gujarat moghol et les Indes Portugaises (Goa), avant de réembarquer à Surate le 4 mars de l’an 1649. Il débarque à Basrah au nord du golfe Persique le 4 mai suivant, puis contourne par terre la Mésopotamie (Arabie septentrionale, Chaldée, Kurdistan) jusqu’à atteindre Alep en Syrie le 24 septembre. Il décide de se rendre en Égypte observer les pyramides et entame son chemin du retour lorsqu’il embarque à Alexandrie le 25 décembre. Il sera finalement de retour à Rome le 30 février 1650.
Pour des raisons pratiques, il choisit de dissimuler son identité française et de simuler son identité orientale en adoptant le vêtement turc puis persan lorsqu'il atteint le Levant.

### Publier le lointain (1650-1664)
À son retour à Rome en février 1650, il procède à la rédaction manuscrite du récit de son voyage à la demande du cardinal et préfet de la Propagande Fide, le cardinal Luigi Capponi. Ce manuscrit est destiné aux jésuites missionnaires afin de promouvoir l'évangélisation du sous-continent indien. Ainsi, le gros du récit concerne l'Inde et ses indigènes, en particulier les Hindous. Il contient de nombreuses illustrations sous forme d'aquarelles des divinités hindoues - Rama, Shiva, Krishna, Durga, Ganesha, etc. - peintes à partir des croquis rapportés dans son carnet de voyage par le voyageur, selon ce que lui-même a pu observer dans des temples hindous (mandir). À cet égard, ce manuscrit constitue la première œuvre occidentale à donner à voir des représentations qui se veulent objectives et non-stéréotypées du panthéon hindou, marquant une étape pionnière dans la connaissance de l'Inde par les Européens.
Apprenant le décès de son père pendant son voyage, François de La Boullaye écourte son séjour à Rome - où il projetait de s'installer - et revient en Anjou régler ses affaires d'héritage avec son beau-frère qui le prétendait également décédé. À l'occasion de l'évocation du procès à Paris, il est introduit auprès du jeune roi Louis XIV et de ses ministres et conseillers à la Cour par l'entremise du Comte Guillaume III de Nogent-Bautru et sur recommendation de Mme Lansac, gouvernante du roi. À la suite de cet entretien, le jeune roi lui commande de faire publier le récit de son voyage, chose fait dès 1653, chez l'imprimeur Gervais Clousier. L'ouvrage est un succès, en atteste sa réédition dès 1657, augmenté de deux chapitres.
En 1656, il est nommé à l'office héréditaire de Maître des Eaux-et-Forêts dans le comté de Beaufort en Anjou, accompagné par le titre de conseiller du roi. Il obtient également dans le même temps le titre de gentilhomme ordinaire de la Maison du roi. Il réside tantôt à Paris, tantôt dans son domaine du Gœuvre. Ses fréquentations du temps incluent le Père jésuite Alexandre de Rhodes (fondateur des Missions étrangères de Paris en 1657) avec lequel il a envisagé un temps de repartir en voyage vers l'Asie, ainsi que des figures intellectuelles et philosophes tels que Samuel Sorbière, Pierre Gassendi, Thomas Hobbes.
Il se marie le 2 août 1662 à l'âge de 41 ans avec Elisabeth Gaultier de Brullon à Saint-Laurent-des-Mortiers, paroisse aujourd'hui située en Sud-Mayenne. Le couple n'a pas d'enfant.

### Le dernier voyage au service de la CIO (1664-1667)
Il repart une dernière fois en voyage en tant qu'envoyé de Sa Majesté le roi en charge de l'établissement de la nouvelle Compagnie française des Indes orientales, sous l'impulsion de Jean-Baptiste Colbert. Une ambassade est formée afin de sécuriser des accords commerciaux avec le Shah de Perse Abbas II et le Grand Moghol Aurangzeb. Il embarque à Marseille début décembre 1664 et atteint Ispahan le 13 juillet 1665. Le Shah signe une lettre d’octroi le 17 octobre de la même année, stipulant l’octroi à la Compagnie française de trois premières années d’immunité de toutes douanes et tous péages à compter du jour de l’arrivée de ses vaisseaux.  
François de La Boullaye se rend ensuite aux Indes négocier le commerce des étoffes et des épices avec le Grand Moghol. Il départ d’Ispahan le 16 novembre 1665 et gagne Surate le 1er avril 1666. Fin avril 1666, il quitte Surate pour Agra, la capitale du Grand Moghol dans le nord de l’Inde. Mais l'ambassade à la cour du Grand Moghol se solde par un échec, en raison de manquements à l'étiquette et de l'absence de dignes présents à offrir à l'empereur.  
François de La Boullaye envisage ensuite de se rendre dans le puissant sultanat du Golconde dans le Deccan au sud de l’Inde, réputé pour ses mines de diamants, afin d’établir le négoce de la part du roi. Fin 1666, il décide finalement de faire chemin vers Patna, la capitale du royaume de Bengale, aux marges orientales de l’Empire moghol. Il y demeure environ dix jours avant de poursuivre au nord vers Dacca, où réside le gouverneur de la province, aussi appelé vice-roi du Bengale, oncle du Grand Moghol, début 1667. Les Hollandais, qui possèdent un comptoir à Patna, rapportent là son assassinat par des soldats perses, alors qu'il tentait de pénétrer dans la Chine des Ming par le Tibet au nord du Bengale. La version de cette mort est aussi attestée par François Bernier, qui réside alors à la cour du Grand Moghol à Agra.  

## Extraits
À la demande du jeune roi de France Louis XIV, il fait publier en 1653 son récit de voyage contenant de nombreuses gravures sur bois. Extraits ci-dessous.

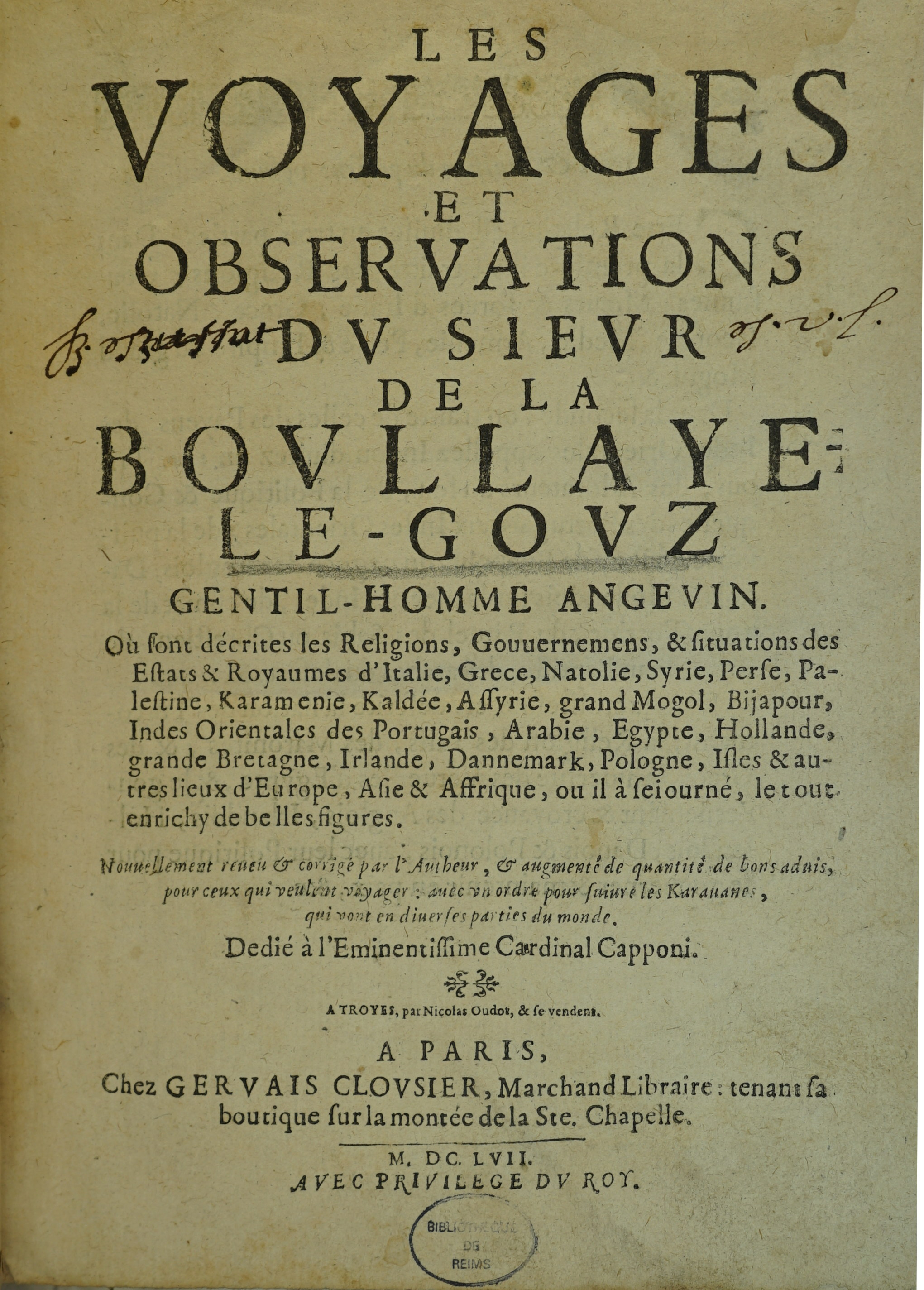
Page de garde.
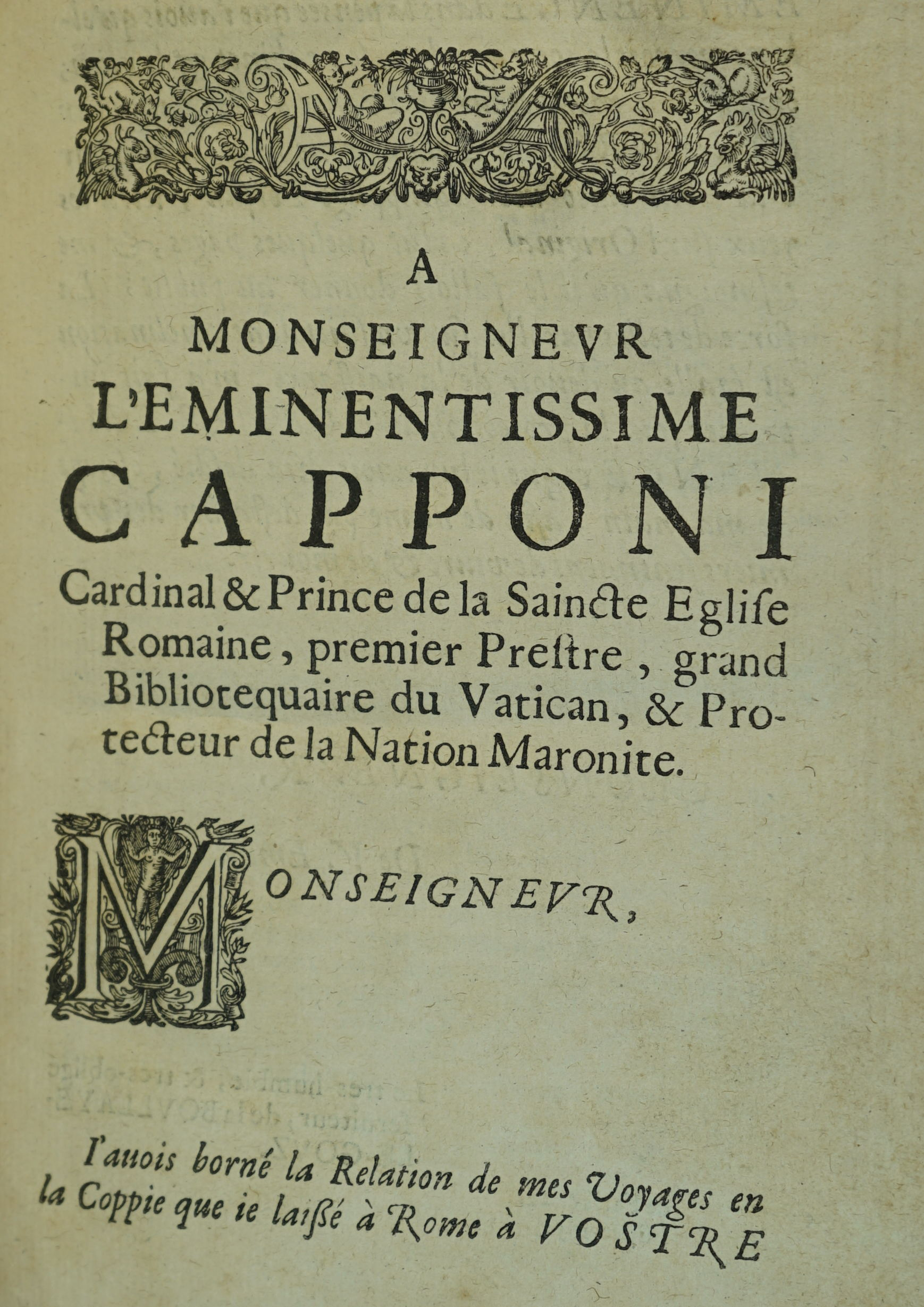
Dédicace au cardinal Capponi.
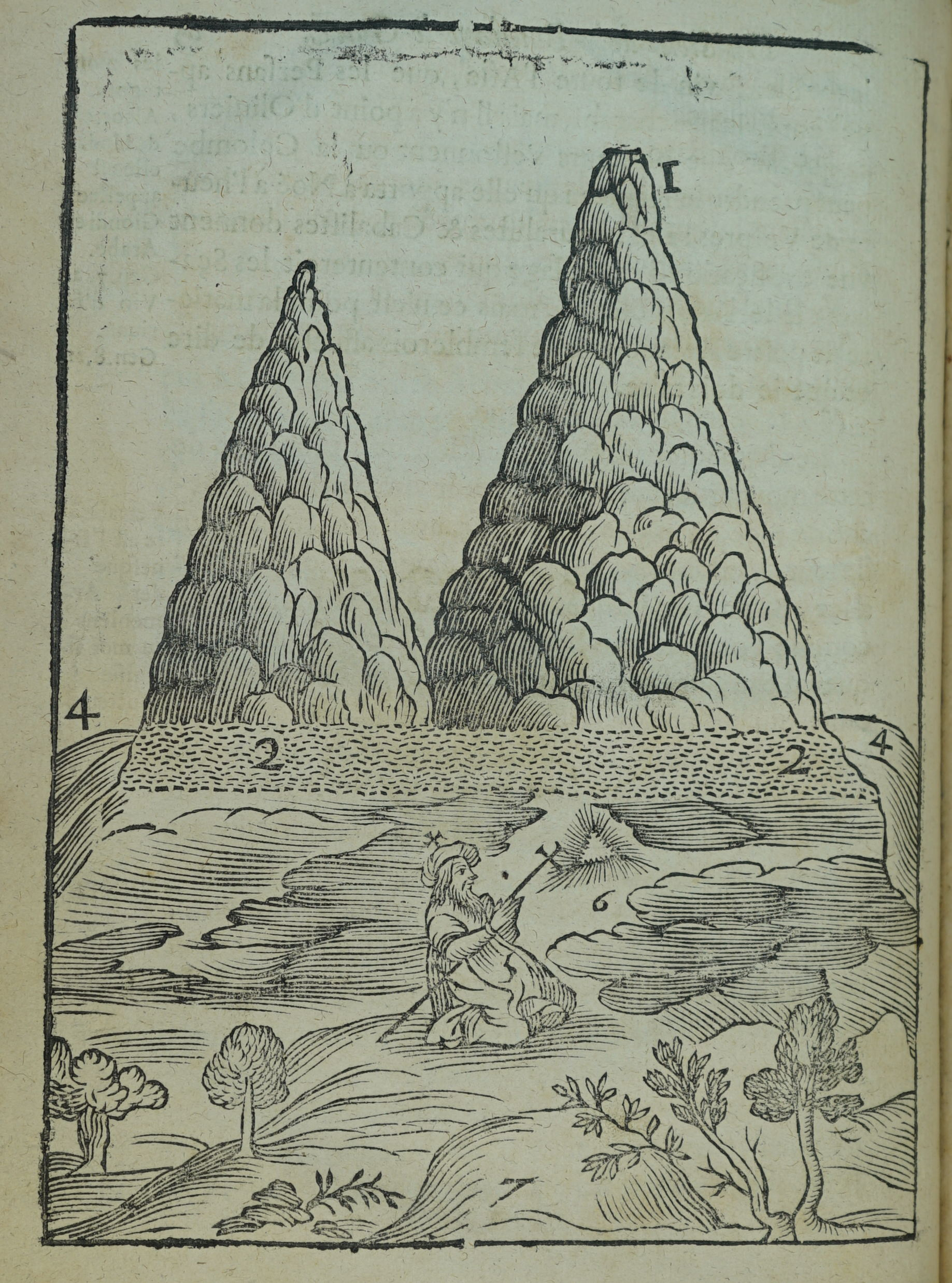
Le mont Ararat.
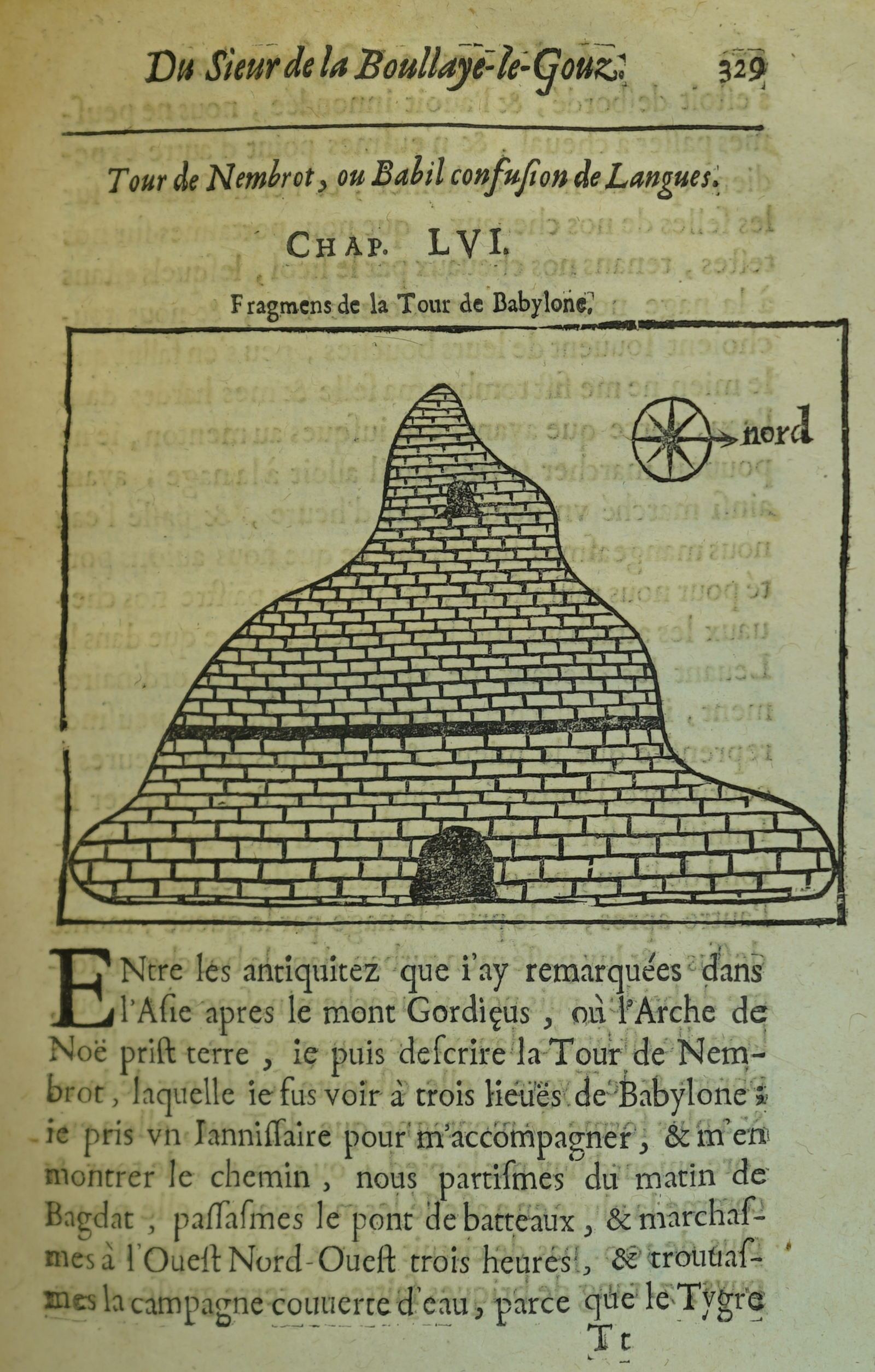
La tour de Babel.
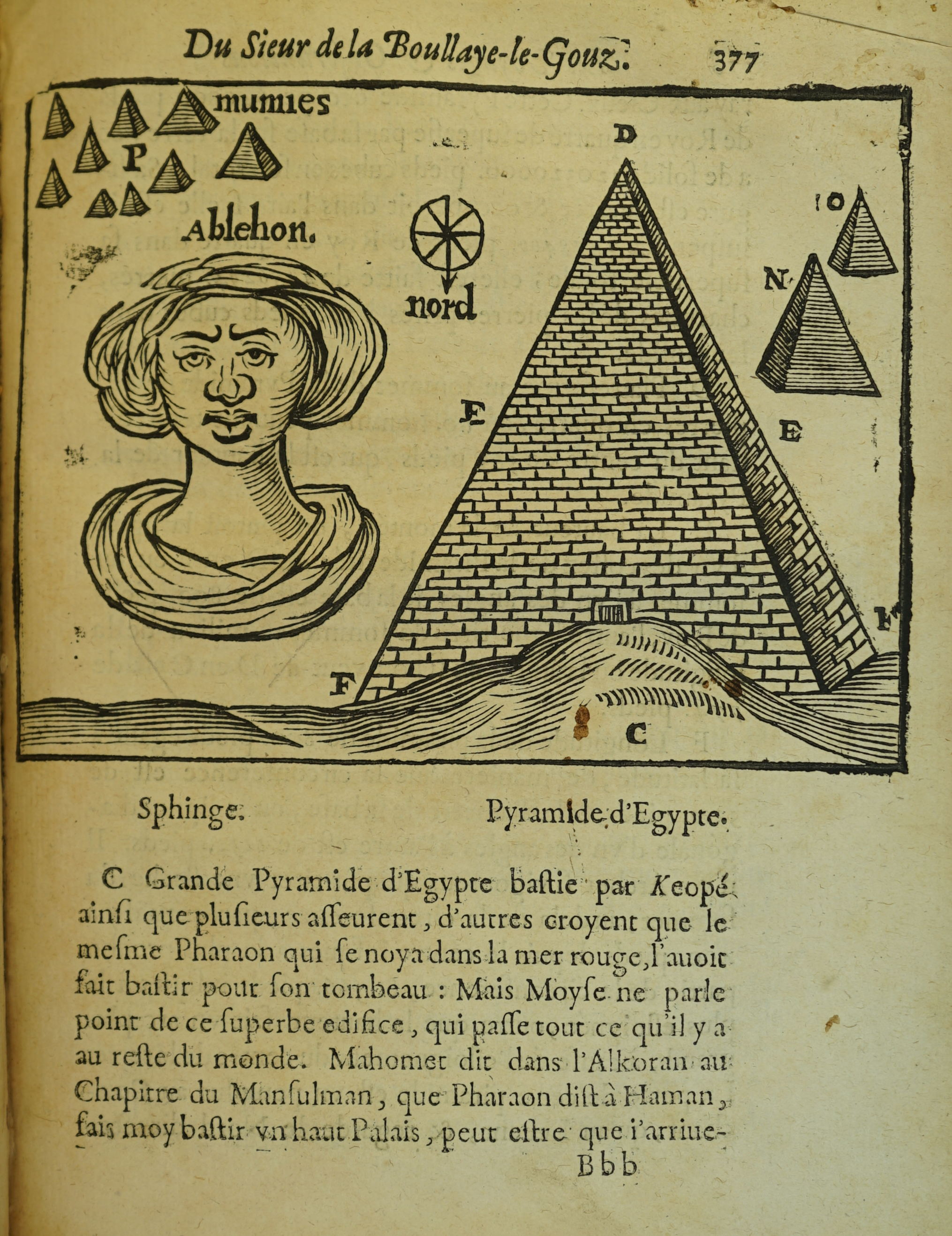
La pyramide de Gizeh.

## Sources

### Sources manuscrites
- La Boullaye François Le Gouz (, sieur de), Voyages du sieur de la Boullaye Gentilhomme Angevin. Avec une Description tres-exactée des principales Villes d’Italie, de Grece, Natolie haute et basse Armenie, Georgie, Medie, Perse, Empire du Grand Mogol, Royaume de Bÿapour, Conquêtes des Portugais des Indes Orientales, Principaute de Bassara, Kaldée, Mesopotamie, Assirie, Karamanie, Sorie, Palestine, et Egypte, ou sont descriptes les Religions, Sources, et coutumes des divers paÿs des Orientales parties, avec des Desseins, Rome, 1650, 162 f°, ANL, ms. 34.K.17 (Cors. 360).
- Bibliothèque Nationale de France, Égyptien 46, « Livre des Morts » (en ligne :https://archivesetmanuscrits.bnf.fr/ark:/12148/cc8402x).
- AD 49, Dossier de la famille Le Gouz, E 3106.

### Sources imprimées et éditées
- La Boullaye François Le Gouz (, sieur de), Les Voyages et Observations du sievr de La Bovllaye-Le-Govz gentil-homme angevin, Où sont décrites les Religions, Gouvernemens & situations des Estats & Royaumes d'Italie, Grece, Natolie, Syrie, Palestine, Karamenie, Kaldée, Assyrie, grand Mogol, Bijapour, Indes Orientales des Portugais, Arabie, Egypte, Hollande, grande Bretagne, Irlande, Dannemak, Pologne, Isles & autres lieux d'Europe, Asie et Affrique où il a séjourné, le tout enrichy de Figures, Paris, Clousier, 1653, 540 p. (en ligne : https://gallica.bnf.fr/ark:/12148/btv1b8612081w/f11.item).
- __, Les Voyages et Observations du sievr de La Bovllaye-Le-Govz gentil-homme angevin, Où sont décrites les Religions, Gouvernemens & situations des Estats & Royaumes d'Italie, Grece, Natolie, Syrie, Palestine, Karamenie, Kaldée, Assyrie, grand Mogol, Bijapour, Indes Orientales des Portugais, Arabie, Egypte, Hollande, grande Bretagne, Irlande, Dannemak, Pologne, Isles & autres lieux d'Europe, Asie et Affrique ou il a séiourné, le tout enrichy de belles figures. Nouvellement reveu & corrigé par l’Autheur, & augmenté de quantité de bons aduis, pour ceux qui veulent voyager avec un ordre pour suiure les Karavanes, Paris et Troyes, Clousier et Oudot, 1657, 558 p. (en ligne: https://gallica.bnf.fr/ark:/12148/bpt6k106123z.image).
- Rhodes Alexandre (Père de), Divers voyages et missions dv P. Alexandre de Rhodes En la Chine, & autres Royaumes de l’Orient Auec son retour en Europe par la Perse et l’Armenie, Paris, Sébastien Cramoisy, 1653 (en ligne : https://gallica.bnf.fr/ark:/12148/btv1b8607026z/f5.image).
- Tavernier Jean-Baptiste, Relation de ce qui s’est passé dans la Negociation des Deputez qui ont esté en Perse & aux Indes, tant de la part du Roy, que de la Compagnie Françoise, pour l’establissement du Commerce, dans : Recüeil de plusieurs Relations et Traitez singuliers et curieux de J. B. Tavernier, Escuyer, Baron d’Aubonne, Qui n’ont point esté mis dans ses six premiers Voyages, Paris, Gervais Clousier, 1679 (en ligne : https://gallica.bnf.fr/ark:/12148/bpt6k10400008.image).

### Études sur François Le Gouz de La Boullaye

#### Études historiennes
- Kundra Sakul, Insights into Mughal India. Exploring the Perceptions of French Travellers and Adventurers in Northern India During the Seventeenth and the Eighteenth Centuries, Suva, Fiji, The University of the South Pacific, 2017, 240 p.
- Subrahmanyam Sanjay, « Once bitten, twice shy: A French traveller and go-between in Mughal India, 1648-67 », Indian Economic and Social History Review, 2021, 58, 2, p. 153-212.

#### Anciennes études pseudo-scientifiques
- Chauviré Roger, « La Boulaie le Gouz, gentilhomme angevin et voyageur universel », Bulletin de l’Association Guillaume Budé, 1955, 2, p. 66-74.
- Croker Thomas Crofton (éd.), The tour of the French traveller M. de La Boullaye Le Gouz in Ireland, A. D. 1644, Londres, T. & W. Boone, 1837, 139 p.
- Favières Jacques de Maussion (de) (éd.), Les Voyages et Observations du sievr de la Bovllaye-le-Govz gentil-homme angevin, Paris, Kimé (coll. « Littérature, Manuscrits retrouvés »), 1994, 229 p.
- Fosses Henri Castonnet (des), « Une lettre inédite de La Boullaye Le Gouz », Mémoires de la Société nationale d’agriculture, sciences et arts d’Angers. 1882, Angers, chez Lachèse-Dolbeau, XXIV, 1883, p. 353-368.
- __, « La Boullaye Le Gouz, sa vie et ses voyages », Mémoires de la Société nationale d’agriculture, sciences et arts d’Angers. 1887, Angers, chez Lachèse-Dolbeau, 4, I, 1888, p. 145-175.
- __, « La Boullaye Le Goux, sa vie et ses voyages », Revue de l’Anjou, 1891, v. 22, p. 301-313 et v. 23, p. 45-57, 183-197, 339-352.
- Godard-Faultrier Victor, « François de La Boullaye Le Gouz », Mémoires de la Société impériale d’agriculture, sciences et arts d’Angers, Angers, Cosnier et Lachèse, 1, 1858, p. 29-50.
- Houlier Roland, Un gentilhomme baugeois, Ambassadeur du Roi-Soleil : Le Gouz de La Boullaye 1623-1668, s. l., 1987, 38 p., Bibliothèque historique des Archives municipales d’Angers, Varia 874.
- Moreau Gaston, Le Gouz de la Boullaie, gentilhomme angevin, ambassadeur de Louis XIV : sa vie, son œuvre et sa famille, Baugé, impr. E. Cingla, 1956, 176 p.

### Ouvrages et articles scientifiques choisis
- Ames Glenn J., Colbert, Mercantilism and the French Quest for Asian Trade, DeKalb, Northern Illinois University Press, 1996, 245 p.
- Burkardt Albrecht (dir.), Identités dissimulées. Le voyage anonyme dans les sociétés anciennes et modernes, Limoges, PULIM, 2020, 390 p.
- Fabre Pierre-Antoine, Benoist Pierre (dir.), Les Jésuites. Histoire et dictionnaire, Paris, Bouquins, 2022, 1328 p.
- Giovanni Pizzorusso, « La congrégation De Propaganda Fide à Rome. Centre d’accumulation et de production de “savoirs missionnaires” (XVIIe-début XIXe siècle) », dans : Castelnau-L’Estoile Charlotte (de), Copete Marie-Lucie, Maldavsky Aliocha, Županov Ines G. (dir.), Missions d’évangélisation et circulation des savoirs (XVIe-XVIIIe siècle), Madrid, Casa de Velázquez, 2011, p. 25-40.
- Menard-Jacob Marie, La première compagnie des Indes. Apprentissages, échecs et héritage 1664-1704, Rennes, PUR, 2016, 316 p.
- Mitter Partha, Much Maligned Monsters. A History of European Reactions to Indian Art, Chicago et Londres, The University of Chicago Press, 1992, 351 p.
- Ogilvie Brian W., The Science of Describing. Natural History in Renaissance Europe, Chicago, The University of Chicago Press, 2006, 385 p.
- Renard Jean, Vin de lune et pain de misère : la sénéchaussée de Baugé à la fin de l’Ancien régime, Université Catholique de l’Ouest, Angers, 1982, 363 p.
- Van Damne Stéphane, Les voyageurs du doute, l’invention d’un altermondialisme libertin (1620-1820), Paris, Éd. de l’ENS, 2024, 363 p.
- Van Der Cruysse Dirk, Le noble désir de courir le monde. Voyager en Asie au XVIIe siècle, Paris, Fayard, 2002, 562 p.
- Županov Ines G., Disputed Mission. Jesuit Experiments and Brahmanical Knowledge in Seventeenth-Century India, New Delhi, Oxford University Press, 1999, 277 p.